# Élections législatives de 1958 dans le Tarn
Les élections législatives françaises de 1958 se déroulent les 23 et 30 novembre 1958. Dans le département du Tarn, trois députés sont à élire dans le cadre de trois circonscriptions. 

## Élus
| Circonscription | Député élu       | Parti | Parti |
| --------------- | ---------------- | ----- | ----- |
| 1re             | Édouard Rieunaud |       | MRP   |
| 2e              | André Vidal      |       | UNR   |
| 3e              | Henri Yrissou    |       | CNIP  |

## Système électoral
Pour la première fois depuis 1936, les élections législatives ont lieu au scrutin uninominal majoritaire à deux tours dans des circonscriptions uninominales.
Est élu au premier tour le candidat qui réunit la majorité absolue des suffrages exprimés et un nombre de voix au moins égal au quart (25 %) des électeurs inscrits dans la circonscription. Si aucun des candidats ne satisfait ces conditions, un second tour est organisé entre les candidats ayant réuni un nombre de voix au moins égal à 5 % des suffrages exprimés. Au second tour, le candidat arrivé en tête est déclaré élu.
Le seuil de qualification, basé sur un pourcentage relativement faible des suffrages exprimés, tend à faciliter l'accès au second tour de plus de deux candidats. Les candidats en lice au second tour peuvent ainsi fréquemment être trois, un cas de figure appelé « triangulaire ». Lorsque quatre candidats s'affrontent au second tour, on parle de « quadrangulaire ».

## Résultats

### Résultats à l'échelle du département
| Parti          | Parti                                            | Premier tour | Premier tour | Second tour | Second tour | Sièges |
| Parti          | Parti                                            | Voix         | %            | Voix        | %           | Sièges |
| -------------- | ------------------------------------------------ | ------------ | ------------ | ----------- | ----------- | ------ |
|                | Centre national des indépendants et paysans      | 30 103       | 19,23        | 23 767      | 15,20       | 1      |
|                | Union pour la nouvelle République                | 14 412       | 9,21         | 26 131      | 16,71       | 1      |
|                | Modérés                                          | 3 460        | 2,21         | 3 117       | 1,99        | 0      |
|                | Droite parlementaire                             | 47 975       | 30,65        | 53 015      | 33,91       | 2      |
|                |                                                  |              |              |             |             |        |
|                | Mouvement républicain populaire                  | 39 190       | 25,04        | 46 936      | 30,02       | 1      |
|                | Section française de l'Internationale ouvrière   | 32 530       | 20,79        | 30 845      | 19,73       | 0      |
|                | Parti communiste français                        | 25 343       | 16,19        | 25 567      | 16,35       | 0      |
|                | Parti républicain, radical et radical-socialiste | 5 750        | 3,67         | Retrait     | Retrait     | 0      |
|                | Extrême droite                                   | 5 718        | 3,65         | Retrait     | Retrait     | 0      |
|                |                                                  |              |              |             |             |        |
| Inscrits       | Inscrits                                         | 203 329      | 100,00       | 203 322     | 100,00      | 3      |
| Abstentions    | Abstentions                                      | 39 863       | 19,61        | 41 378      | 20,35       |        |
| Votants        | Votants                                          | 163 466      | 80,39        | 161 944     | 79,65       |        |
| Blancs et nuls | Blancs et nuls                                   | 6 960        | 4,26         | 5 581       | 3,45        |        |
| Exprimés       | Exprimés                                         | 156 506      | 95,74        | 156 363     | 96,55       |        |

### Résultats par circonscription

#### Première circonscription (Albi)
| Candidat       | Candidat             | Parti          | Premier tour | Premier tour | Second tour | Second tour |  |
| Candidat       | Candidat             | Parti          | Voix         | %            | Voix        | %           |  |
| -------------- | -------------------- | -------------- | ------------ | ------------ | ----------- | ----------- |  |
|                | Édouard Rieunaud élu | MRP            | 16 984       | 31,41        | 26 842      | 49,05       |  |
|                | Maurice Deixonne     | SFIO           | 15 469       | 28,61        | 16 678      | 30,48       |  |
|                | Marcel Pelissou      | PCF            | 11 447       | 21,17        | 11 200      | 20,47       |  |
|                | Robert Poux          | CNIP           | 5 983        | 11,06        | Retrait     | Retrait     |  |
|                | Jean-Paul Taurines   | Extrême droite | 4 190        | 7,75         | Retrait     | Retrait     |  |
|                |                      |                |              |              |             |             |  |
| Inscrits       | Inscrits             | Inscrits       | 70 386       | 100,00       | 70 385      | 100,00      |  |
| Abstentions    | Abstentions          | Abstentions    | 13 774       | 19,57        | 13 806      | 19,61       |  |
| Votants        | Votants              | Votants        | 56 612       | 80,43        | 56 579      | 80,39       |  |
| Blancs et nuls | Blancs et nuls       | Blancs et nuls | 2 539        | 4,48         | 1 859       | 3,29        |  |
| Exprimés       | Exprimés             | Exprimés       | 54 073       | 95,52        | 54 720      | 96,71       |  |

#### Deuxième circonscription (Castres)
| Candidat       | Candidat              | Parti          | Premier tour | Premier tour | Second tour | Second tour |  |
| Candidat       | Candidat              | Parti          | Voix         | %            | Voix        | %           |  |
| -------------- | --------------------- | -------------- | ------------ | ------------ | ----------- | ----------- |  |
|                | François Reille-Soult | MRP            | 13 419       | 25,74        | 20 094      | 39,15       |  |
|                | André Vidal élu       | UNR            | 10 730       | 20,58        | 21 197      | 41,3        |  |
|                | François Séry         | CNIP           | 10 412       | 19,97        | Retrait     | Retrait     |  |
|                | Léon Rouzaud          | SFIO           | 6 500        | 12,47        | Retrait     | Retrait     |  |
|                | Yves Alayrac          | PCF            | 6 087        | 11,68        | 6 918       | 13,48       |  |
|                | Pierre Alquier        | Modérés        | 3 460        | 6,64         | 3 117       | 6,07        |  |
|                | Paul Malosse          | UFF            | 1 528        | 2,93         |             |             |  |
|                |                       |                |              |              |             |             |  |
| Inscrits       | Inscrits              | Inscrits       | 67 236       | 100,00       | 67 235      | 100,00      |  |
| Abstentions    | Abstentions           | Abstentions    | 12 826       | 19,08        | 13 640      | 20,29       |  |
| Votants        | Votants               | Votants        | 54 410       | 80,92        | 53 595      | 79,71       |  |
| Blancs et nuls | Blancs et nuls        | Blancs et nuls | 2 274        | 4,18         | 2 269       | 4,23        |  |
| Exprimés       | Exprimés              | Exprimés       | 52 136       | 95,82        | 51 326      | 95,77       |  |

#### Troisième circonscription (Gaillac - Lavaur)
| Candidat       | Candidat          | Parti          | Premier tour | Premier tour | Second tour | Second tour |  |
| Candidat       | Candidat          | Parti          | Voix         | %            | Voix        | %           |  |
| -------------- | ----------------- | -------------- | ------------ | ------------ | ----------- | ----------- |  |
|                | Henri Yrissou élu | CNIP           | 13 708       | 27,25        | 23 767      | 47,23       |  |
|                | René Calvel       | SFIO           | 10 561       | 21           | 14 167      | 28,16       |  |
|                | André Fauvel      | MRP            | 8 787        | 17,47        | Retrait     | Retrait     |  |
|                | Gérard Marroulle  | PCF            | 7 809        | 15,53        | 7 449       | 14,8        |  |
|                | Raoul Lacouture   | Radsoc         | 5 750        | 11,43        | Retrait     | Retrait     |  |
|                | Paul Delrieu      | UNR            | 3 682        | 7,32         | 4 934       | 9,81        |  |
|                |                   |                |              |              |             |             |  |
| Inscrits       | Inscrits          | Inscrits       | 65 707       | 100,00       | 65 702      | 100,00      |  |
| Abstentions    | Abstentions       | Abstentions    | 13 263       | 20,19        | 13 932      | 21,2        |  |
| Votants        | Votants           | Votants        | 52 444       | 79,81        | 51 770      | 78,8        |  |
| Blancs et nuls | Blancs et nuls    | Blancs et nuls | 2 147        | 4,09         | 1 453       | 2,81        |  |
| Exprimés       | Exprimés          | Exprimés       | 50 297       | 95,91        | 50 317      | 97,19       |  |